# Luci Papiri Cursor (censor 272 aC)
Luci Papiri Cursor (en llatí Lucius Papirius Cursor) va ser un magistrat romà, fill de Luci Papiri Cursor Mugil·là. Formava part de la gens Papíria, una família romana d'origen plebeu.
Va ser censor l'any 272 aC, segons diu Frontí.